# The Medic Droid
The Medic Droid är en amerikansk musikgrupp från Phoenix, Arizona. Bandet grundades år 2005 och lades ner tre år senare, år 2008. Bandet hade skivkontrakt med Modern Art Records.

## Medlemmar
- Chris Donathon (Chris Smith) - sång, gitarr, keyboard (2005-2008)
- Hector Bagnod - sång, gitarr, keyboard (2005-2008)
- Johnny Droid (Johnny Chavez) - sång, gitarr, keyboard (2005-2008)
- Storm Logan - keyboard (2008) (endast live)
- Greg Rudawski - trummor (2008) (endast live)

## Diskografi
Studioalbum
- What's Your Medium? (2008)

EP
- Irrelevant (2008)

Samlingsalbum
- TMD Original Singles, Demos, Outtakes & Remixes 2006 - 2007 (2011)